# Rock & Roll Is Dead (Lenny Kravitz)
Rock & Roll Is Dead è il primo singolo estratto dal quarto album studio di Lenny Kravitz, Circus, uscito nel 1995.

## Tracce
1. Rock and Roll Is Dead – 3:27
2. Another Life – 4:00
3. Confused – 6:51
4. Is It Me Is It You? – 3:51

## Classifiche
| Classifica (1995) | Posizione massima |
| ----------------- | ----------------- |
| Australia         | 26                |
| Finlandia         | 10                |
| Nuova Zelanda     | 8                 |
| Paesi Bassi       | 40                |
| Regno Unito       | 22                |
| Svizzera          | 24                |